# ベッスーデ
ベッスーデ（イタリア語: Bessude）は、イタリア共和国サルデーニャ自治州サッサリ県にある、人口約400人の基礎自治体（コムーネ）。

## 地理

### 位置・広がり

#### 隣接コムーネ
隣接するコムーネは以下の通り。
- バーナリ
- ボンナーナロ
- ボルッタ
- イッティリ
- シーリゴ
- ティエージ